# Elecciones regionales de Puno de 2006
Las elecciones regionales de Puno de 2006 se llevaron a cabo el 19 de noviembre de 2006 para elegir al presidente regional, al vicepresidente regional y al Consejo Regional para el periodo 2007-2010. La elección se celebró simultáneamente con elecciones regionales y municipales (provinciales y distritales) en todo el Perú.

## Sistema electoral
El Gobierno Regional de Puno es el órgano administrativo y de gobierno del departamento de Puno. Está compuesto por el presidente regional, el vicepresidente regional y el Consejo Regional.
La votación del presidente, vicepresidente y consejo regional se realiza en base al sufragio universal, que comprende a todos los ciudadanos nacionales mayores de dieciocho años, empadronados y residentes en el departamento de Puno y en pleno goce de sus derechos políticos.
El Consejo Regional de Puno está compuesto por 13 consejeros elegidos por sufragio directo para un período de cuatro (4) años, en forma conjunta con la elección del presidente regional. La votación es por lista cerrada y bloqueada. Se asigna a la lista ganadora los escaños según el método d'Hondt o la mitad más uno, lo que más le favorezca.

## Composición del Consejo Regional de Puno
La siguiente tabla muestra la composición del Consejo Regional de Puno antes de las elecciones.
| Partidos | Partidos                                                   | Consejeros |
| -------- | ---------------------------------------------------------- | ---------- |
|          | Movimiento por la Autonomía Regional Quechua y Aymara      | 8          |
|          | Poder Democrático Regional                                 | 2          |
|          | Movimiento Independiente Regional Frente Unido Progresista | 1          |
|          | Somos Perú                                                 | 1          |
|          | Renacimiento Andino                                        | 1          |

## Partidos y candidatos
A continuación se muestra una lista de los principales partidos y alianzas electorales que participaron en las elecciones:
| Candidatura | Candidatura | Partidos y alianzas                                                   | Candidatos | Candidatos                 | Ideología                                                        | Resultado previo | Resultado previo | Ref. |
| Candidatura | Candidatura | Partidos y alianzas                                                   | Candidatos | Candidatos                 | Ideología                                                        | Votos (%)        | Con.             | Ref. |
| ----------- | ----------- | --------------------------------------------------------------------- | ---------- | -------------------------- | ---------------------------------------------------------------- | ---------------- | ---------------- | ---- |
|             | MARQA       | Lista - Movimiento por la Autonomía Regional Quechua y Aymara (MARQA) |            | David Jiménez Sardón       | Regionalismo puneño                                              | 26.48%           | 8                |      |
|             | PDR         | Lista - Poder Democrático Regional (PDR)                              |            | Alberto Quintanilla Chacón | Regionalismo puneño                                              | 23.64%           | 2                |      |
|             | APRA        | Lista - Partido Aprista Peruano (APRA)                                |            | Javier Bernal Salas        | Aprismo                                                          | Nuevo            | Nuevo            |      |
|             | AP          | Lista - Acción Popular (AP)                                           |            | Alfredo Azcue Medina       | Humanismo Nacionalismo cívico Reformismo                         | Nuevo            | Nuevo            |      |
|             | UPP         | Lista - Unión por el Perú (UPP)                                       |            | Leóncio Aza Gates          | Nacionalismo de izquierda Socialdemocracia                       | Nuevo            | Nuevo            |      |
|             | CFP         | Lista - Con Fuerza Perú (CFP)                                         |            | Pedro Jallurana Jiménez    | Fujimorismo Partido atrapalotodo                                 | Nuevo            | Nuevo            |      |
|             | RN          | Lista - Restauración Nacional (RN)                                    |            | Gladys Torres Condori      | Liberalismo económico Conservadurismo social Humanismo cristiano | Nuevo            | Nuevo            |      |
|             | AvP         | Lista - Avanza País - Partido de Integración Social (AvP)             |            | Pablo Fuentes Guzmán       | Socialdemocracia Etnocacerismo                                   | Nuevo            | Nuevo            |      |
|             | PNP         | Lista - Partido Nacionalista Peruano (PNP)                            |            | Luis Palacios Sardón       | Socialismo democrático Nacionalismo de izquierda                 | Nuevo            | Nuevo            |      |
|             | MAS         | Lista - Movimiento Andino Socialista (MAS)                            |            | José Gutiérrez Alberoni    | Regionalismo puneño                                              | Nuevo            | Nuevo            |      |
|             | MIA         | Lista - Movimiento Regional de Integración Andina (MIA)               |            | Braulio Gonzales Lima      | Regionalismo puneño                                              | Nuevo            | Nuevo            |      |
|             | UD          | Lista - Unidos por el Desarrollo (UD)                                 |            | Juan Larico Vera           | Regionalismo puneño                                              | Nuevo            | Nuevo            |      |

## Resultados

### Sumario general
|                        |                                                               |              |              |              |            |            |  |  |
| Partidos y coaliciones | Partidos y coaliciones                                        | Voto popular | Voto popular | Voto popular | Consejeros | Consejeros |  |  |
| Partidos y coaliciones | Partidos y coaliciones                                        | Votos        | %            | ±pp          | Total      | +/−        |  |  |
|                        | Avanza País (AvP)                                             | 98,574       | 18.80        | Nuevo        | 8          | +8         |  |  |
|                        | Poder Democrático Regional (PDR)                              | 96,681       | 18.44        | –5.20        | 2          | ±0         |  |  |
|                        | Partido Aprista Peruano (APRA)                                | 81,239       | 15.50        | Nuevo        | 2          | +2         |  |  |
|                        | Partido Nacionalista Peruano (PNP)                            | 42,426       | 8.09         | Nuevo        | 1          | +1         |  |  |
|                        | Restauración Nacional (RN)                                    | 38,665       | 7.38         | Nuevo        | 0          | ±0         |  |  |
|                        | Unión por el Perú (UPP)                                       | 36,613       | 6.98         | Nuevo        | 0          | ±0         |  |  |
|                        | Movimiento Andino Socialista (MAS)                            | 33,616       | 6.41         | Nuevo        | 0          | ±0         |  |  |
|                        | Movimiento por la Autonomía Regional Quechua y Aymara (MARQA) | 29,758       | 5.68         | –20.80       | 0          | –8         |  |  |
|                        | Acción Popular (AP)                                           | 21,356       | 4.07         | Nuevo        | 0          | ±0         |  |  |
|                        | Con Fuerza Perú (CFP)                                         | 17,716       | 3.38         | Nuevo        | 0          | ±0         |  |  |
|                        | Unidos por el Desarrollo (UD)                                 | 17,243       | 3.29         | Nuevo        | 0          | ±0         |  |  |
|                        | Movimiento Regional de Integración Andina (MIA)               | 10,357       | 1.98         | Nuevo        | 0          | ±0         |  |  |
|                        |                                                               |              |              |              |            |            |  |  |
| Total                  | Total                                                         | 524,244      |              |              | 13         | ±0         |  |  |
|                        |                                                               |              |              |              |            |            |  |  |
| Votos válidos          | Votos válidos                                                 | 524,244      | 83.05        | +3.04        |            |            |  |  |
| Votos en blanco        | Votos en blanco                                               | 29,452       | 4.67         | –4.56        |            |            |  |  |
| Votos nulos            | Votos nulos                                                   | 77,581       | 12.29        | +1.52        |            |            |  |  |
| Votos emitidos         | Votos emitidos                                                | 631,277      | 91.02        | +3.54        |            |            |  |  |
| Abstenciones           | Abstenciones                                                  | 62,294       | 8.98         | –3.54        |            |            |  |  |
| Votantes registrados   | Votantes registrados                                          | 693,571      |              |              |            |            |  |  |
|                        |                                                               |              |              |              |            |            |  |  |
| Fuente:                |                                                               |              |              |              |            |            |  |  |

### Autoridades electas
| Cargo                           | Autoridad electa | Autoridad electa             | Partido político | Partido político             |
| ------------------------------- | ---------------- | ---------------------------- | ---------------- | ---------------------------- |
| Presidente Regional de Puno     |                  | Pablo Fuentes Guzmán         |                  | Avanza País                  |
| Vicepresidente Regional de Puno |                  | Mauro Justo Vilca            |                  | Avanza País                  |
| Consejero Regional de Puno      |                  | Juan Sacachipana Sacachipana |                  | Avanza País                  |
| Consejera Regional de Puno      |                  | Leticia Casa Nina            |                  | Avanza País                  |
| Consejero Regional de Puno      |                  | Ángel Zapana Vargas          |                  | Avanza País                  |
| Consejero Regional de Puno      |                  | Carlos Baldarrago Abarca     |                  | Avanza País                  |
| Consejera Regional de Puno      |                  | Irma Mamani Vilca            |                  | Avanza País                  |
| Consejera Regional de Puno      |                  | Desirey Gayoso Hancco        |                  | Avanza País                  |
| Consejera Regional de Puno      |                  | Elva Llano Balcona           |                  | Avanza País                  |
| Consejero Regional de Puno      |                  | Eugenio Gálvez Ccama         |                  | Avanza País                  |
| Consejero Regional de Puno      |                  | Francisco Cárdenas Palomino  |                  | Poder Democrático Regional   |
| Consejero Regional de Puno      |                  | Abdías Zelio Ponce           |                  | Poder Democrático Regional   |
| Consejero Regional de Puno      |                  | Juan Lescano Herrera         |                  | Partido Aprista Peruano      |
| Consejero Regional de Puno      |                  | Neyellko Gutiérrez Quispe    |                  | Partido Aprista Peruano      |
| Consejera Regional de Puno      |                  | Janet Zapata Guillén         |                  | Partido Nacionalista Peruano |